# Obereopsis darjeelingensis
Obereopsis darjeelingensis är en skalbaggsart som beskrevs av Stefan von Breuning och Heyrovsky 1964. Obereopsis darjeelingensis ingår i släktet Obereopsis och familjen långhorningar. Inga underarter finns listade i Catalogue of Life.